# レイモンド・ナラック

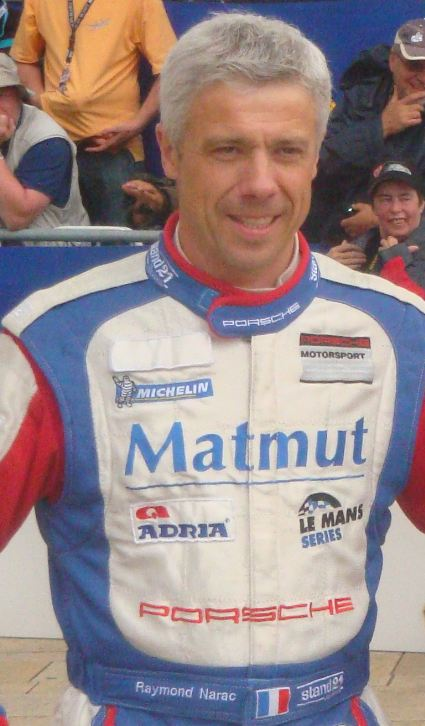
レイモンド・ナラック。2012年のル・マン24時間レースにて。

レイモンド・ナラック（Raymond Narac、 1967年3月3日 - ）は、フランスのレーシングドライバー。

## 経歴
ナラックは2004年にフランスGT選手権のクラスで3回表彰台を獲得し、国際モーターレースでのキャリアをスタートさせた。 後年、FIA GT選手権、フランスのポルシェ・カレラカップ、ル・マン24時間レース、ヨーロピアン・ル・マン・シリーズ、FIA GT3ヨーロッパ選手権、V de Vチャレンジ耐久モデル、インターナショナルGTオープン、フォーミュラ・ルマンなど様々なカテゴリーのレースに参戦した。